# Bartolomeo Muzzone
Bartolomeo Muzzone (1808 – 1876) è stato un politico italiano.

## Biografia
Ecclesiastico, fu Deputato del Regno di Sardegna nella I legislatura, eletto nel collegio di Racconigi.